# Fearless (chanson de Pink Floyd)
Vous lisez un « bon article » labellisé en 2022.
Pour les articles homonymes, voir Fearless.
Singles de Pink Floyd
The Nile Song
/ Ibiza Bar
(1969) Free Four
(1972)
Pistes de Meddle
A Pillow of Winds San Tropez
Fearless (litt. « courageux » ou « sans crainte ») est une chanson du groupe de rock anglais Pink Floyd, et la troisième piste de leur album Meddle sorti en 1971.
Elle est composée par David Gilmour et Roger Waters. Ce dernier écrit la partition de guitare acoustique à partir d'un accordage qu'il a appris de Syd Barrett. La chanson comprend notamment un enregistrement de You'll Never Walk Alone chantée par les supporters du Liverpool Football Club. Puisque la présence de cet enregistrement n'a jamais été officiellement expliquée par le groupe, il existe plusieurs hypothèses qui tentent de l'expliquer.
Le titre a connu un accueil critique positif mais il n'a jamais été joué en concert par Pink Floyd. Il a cependant été repris par le groupe du batteur de Pink Floyd Nick Mason lors de plusieurs tournées, ainsi que lors de concerts en solo de Roger Waters.

## Historique

### Composition et enregistrement
Fearless est la deuxième chanson de Meddle, après A Pillow of Winds, à être composée par le duo David Gilmour/Roger Waters. La partition de guitare acoustique — sur la droite dans la stéréo — est inspirée par un accordage que Waters a appris de Syd Barrett, ancien membre de Pink Floyd qui a quitté le groupe quelques années auparavant.
Fearless est enregistrée à Londres en plusieurs sessions. Les seules dates connues sont les 9, 10 mai et 11 septembre 1971 au studio 2 de l'AIR ; Pink Floyd a également travaillé sur la chanson durant le mois de juillet, à des dates inconnues, aux studios Morgans 1 et 2. À l'origine la chanson s'appelait Bill avant d'être rebaptisée Fearless. Les bases de la chanson sont définies lors de la septième prise, durant laquelle les partitions de batterie, de basse et de guitare électrique sont probablement enregistrées. Les parties de guitare acoustique sont vraisemblablement jouées par Waters et rajoutées au mix en overdub. D'autres partitions sont rajoutées sur le premier mix, respectivement : une fuzz bass (en) présente sur la fin du titre et jouée par Waters, un orgue et un piano joués par Richard Wright ainsi que des maracas et un tambourin par Nick Mason. Enfin, Gilmour assure le chant et se double, avec lui-même ou avec Wright en harmonie.
Selon Mark Blake, l'auteur de Pigs Might Fly : The Inside Story of Pink Floyd, la version de You'll Never Walk Alone présente sur Fearless a été enregistrée durant un derby du Merseyside entre le Liverpool Football Club et l'Everton Football Club.

### Parution, accueil
Fearless est le troisième titre de la face A de Meddle, album sorti le 30 octobre 1971 aux États-Unis et le 5 novembre au Royaume-Uni,,,. La chanson est publiée en face B du single Fearless / One of These Days sorti le 29 novembre 1971 aux États-Unis.
Dans une critique de l'album Meddle, Jean-Charles Costa de Rolling Stone décrit Fearless comme « une parodie intelligente » qui « mène à une interprétation classique par la foule de You'll Never Walk Alone de Rodgers & Hammerstein »,. En 2011, Classic Rock Review considère que Fearless est « la meilleure chanson de l'album, qui parle de relever les défis face à l'adversité », rajoutant que la chanson est « mise en valeur par le jeu de guitare calme mais puissant de Gilmour et le rythme étrange du batteur Nick Mason »,. En 2012, l'ingénieur du son John Leckie affirme que « Fearless est une chanson que les gens jouent encore à Liverpool. Pas seulement pour le chant des supporters, mais pour ces superbes parties de guitares acoustiques »,. Dans leur livre Pink Floyd, la totale, Jean-Michel Guesdon et Philippe Margotin parlent du titre comme de « l'une des réussites de Meddle ». En 2020, dans une nouvelle critique de l'album, Pitchfork décrit Fearless comme faisant partie « des plus grandes et plus émouvantes chansons de Pink Floyd »,.

### Postérité

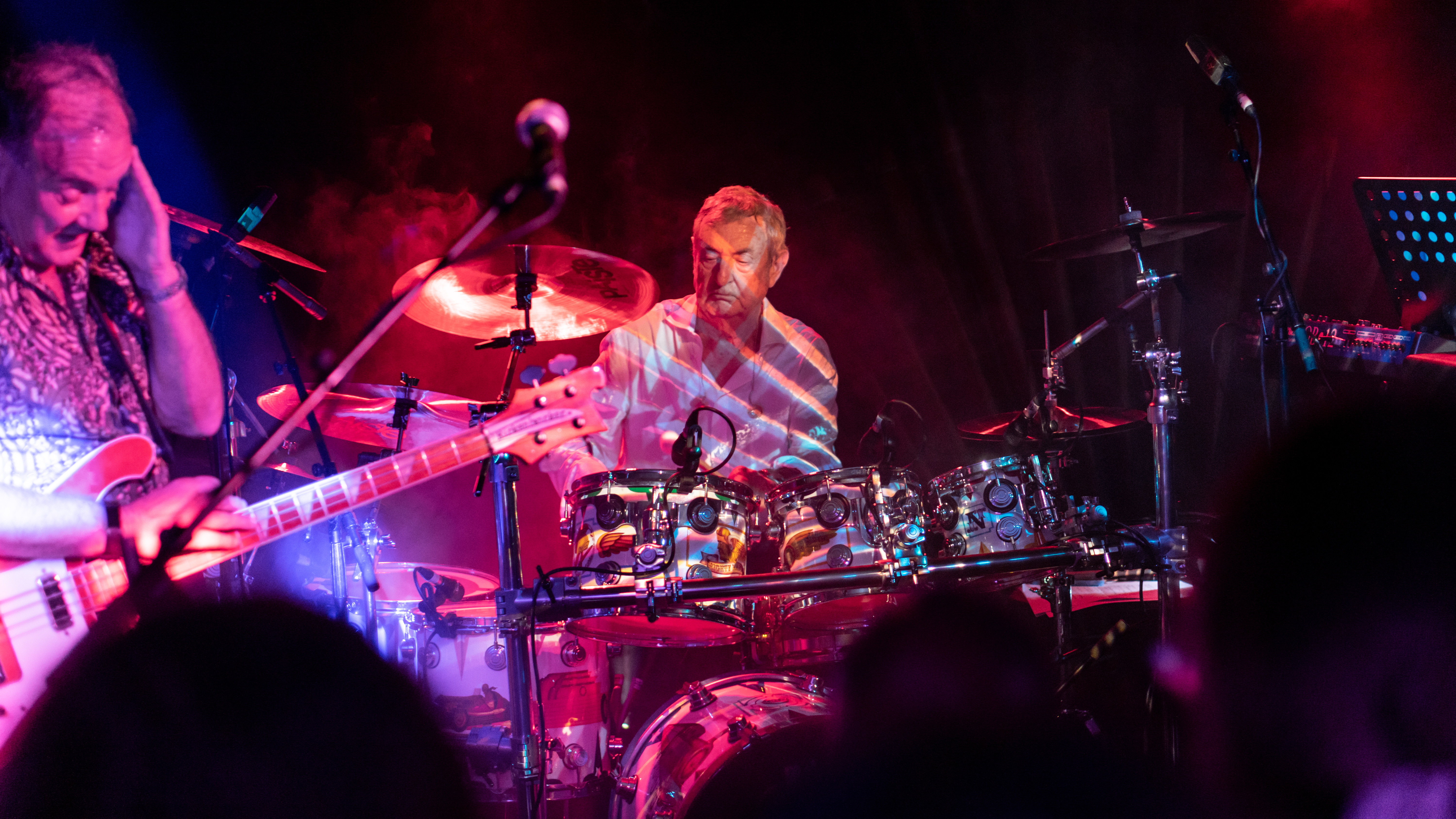
Nick Mason en concert avec Nick Mason's Saucerful of Secrets en 2018.

Le titre n'est jamais joué en concert par Pink Floyd. Il figure cependant dans le répertoire de Roger Waters lors de plusieurs concerts en 2016, et il est également repris depuis 2018 par Nick Mason's Saucerful of Secrets lors des tournées du groupe. En 2001, Fearless fait partie des titres qui sont censés figurer sur la compilation des meilleures chansons du groupe, Echoes: The Best of Pink Floyd, mais la chanson n'est finalement pas retenue.
Le titre Here Comes A Soul Saver des Charlatans, sorti en 1995 dans leur album éponyme, plagie la partition de guitare de Fearless. En 2016, le réalisateur américain Richard Linklater utilise Fearless dans son film Everybody Wants Some!! pour une scène durant laquelle l'un des protagonistes critique Van Halen en comparant le groupe de hard rock à Pink Floyd. En 2022, le supergroupe NHC, composé par Dave Navarro, Taylor Hawkins et Chris Chaney, publie une reprise de Fearless dans leur EP Intakes And Outtakes.

## Caractéristiques artistiques
Selon Nick Mason, le titre de l'œuvre s'inspire d'une expression de l'époque qui était à la mode dans le monde du football et qui serait l'équivalent de « génial ». En français, « fearless » se traduit littéralement par « sans crainte » ou « courageux ». L'auteur de cette expression est Tony Gorvitch, le manager du groupe anglais Family.

### Musique
Fearless contient plusieurs partitions de guitares. La guitare électrique de David Gilmour, une Fender Stratocaster, dotée d'un son légèrement saturé, est jouée en accord ouvert de sol. La partition de guitare acoustique, jouée par Roger Waters, est accordée de la même façon : sol-sol-ré-sol-si-si. Dans les moments les plus planants du titre (notamment vers 1 min 18 s et 3 min 21 s), Gilmour intervient avec des harmoniques en effet de violoning saturées et réverbérées. Enfin, une guitare acoustique 12 cordes, jouée par Gilmour ou Waters, intervient sur la gauche de la stéréo.
David Gilmour assure le chant principal du titre avec un timbre de voix doux. La contribution de Richard Wright est assez discrète, tandis que les percussions de Nick Mason sur la fin de la chanson sont noyées dans une forte réverbération.

### You'll Never Walk Alone
L'enregistrement des supporters du Liverpool Football Club est audible dans Fearless à trois occasions : au début (0 min 24 s), au milieu (2 min 8 s) et pour conclure le titre (dès 4 min 40 s). Ceux-ci chantent l'hymne de leur club, You'll Never Walk Alone, composée par Richard Rodgers et Oscar Hammerstein II,. La raison pour laquelle Pink Floyd a choisi cet enregistrement n'est pas connue, mais de nombreuses hypothèses ont été émises au fil du temps. Ce n'est certainement pas dû à une admiration particulière pour le club de Liverpool, car David Gilmour et Roger Waters, les deux plus grands fans de football du groupe, sont supporters du Arsenal Football Club. Selon Richard Wright, Pink Floyd aurait choisi d'inclure l'enregistrement car « [c'était] simplement le meilleur public de football de tout le pays pour ce que nous voulions faire ».

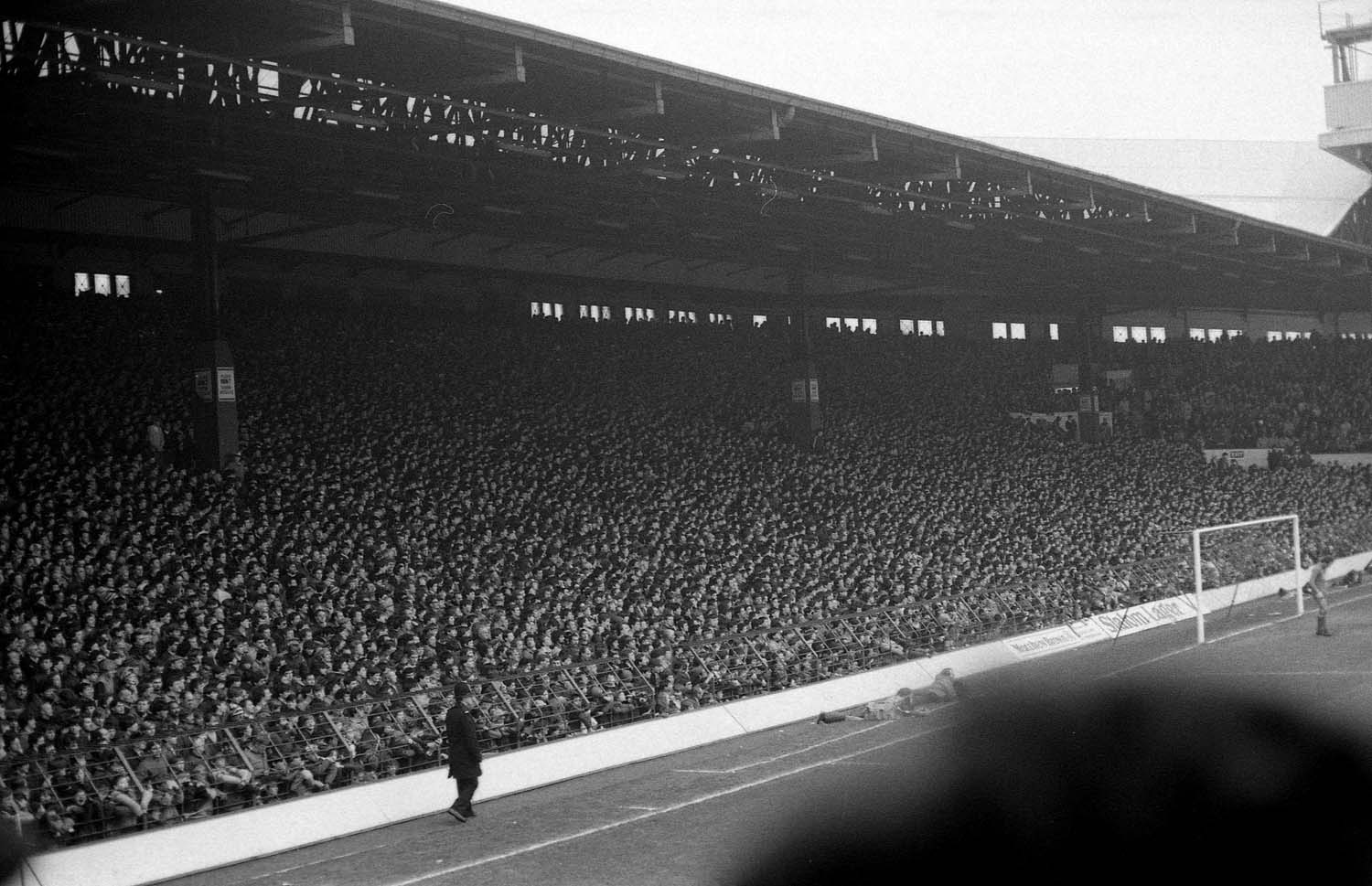
Le kop du Liverpool Football Club en 1983.

Une hypothèse veut que la présence de You'll Never Walk Alone soit un clin d'œil à Syd Barrett. En effet, avant que Pink Floyd enregistre Meddle, l'ancien chanteur et guitariste du groupe essaye de lancer sa carrière solo avec l'aide de Gilmour et de Wright, qui servent de producteurs sur son premier album, Barrett, sorti en 1970. Les séances d'enregistrement s'avèrent cependant difficiles, et Barrett vient souvent au studio sous l'influence de drogues. You'll Never Walk Alone serait alors un message d'espoir et d'optimisme, ou une marque d'affection et de soutien, à l'intention de Syd Barrett. Selon une autre théorie, les paroles de Fearless seraient une ode à la ville de Liverpool. En effet, Roger Waters, qui est pacifiste et socialiste, aimait particulièrement Liverpool car la ville était majoritairement pour la gauche politique et contre le gouvernement Heath,.
« Walk on, walk on
with hope in your heart
and you'll never walk alone »
— Paroles de You'll Never Walk Alone,

« Marche, poursuis ta marche
Le cœur plein d'espoir

Et tu ne marcheras jamais seul »

## Fiche technique

### Versions
| 3. | Fearless (Pink Floyd) | 1971 | 6 min 8 s |

| 4. | Fearless (Nick Mason's Saucerful of Secrets) | 2020 | 5 min 2 s |

### Interprètes originaux
Fearless est écrite par David Gilmour et Roger Waters et interprétée par :
- David Gilmour : chant et guitares électriques rythmiques ;
- Nick Mason : batterie, maracas et tambourin ;
- Roger Waters : basse, fuzz bass, guitares acoustiques 6 et 12 cordes ;
- Richard Wright : piano, orgue, harmonies vocales ;
- supporters du Liverpool Football Club : chants (You'll Never Walk Alone, composée par Rodgers et Hammerstein).

### Équipe de production
- Pink Floyd : production ;
- Rob Black : ingénieur du son (studios Morgan) ;
- Roger Quested : assistant ingénieur du son (studios Morgan) ;
- Peter Bown : ingénieur du son (studios AIR) ;
- John Leckie : assistant ingénieur du son (studios Air et EMI) ;
- James Guthrie : remastering ;
- Doug Sax : remastering.